# Иверия (ВИА)
ВИА «Иверия» (груз. ივერია) — вокально-инструментальный ансамбль из г. Тбилиси, образованный в 1968 году и приобретший широкую популярность в СССР в середине 1970-х гг. Его художественным руководителем был композитор Александр Басилая. В репертуаре ансамбля современные песни грузинских и иностранных композиторов соседствовали с мастерскими обработками грузинских народных песен, ставились мюзиклы, в том числе «Свадьба соек» (1979) и «Аргонавты» (1982), по которым в середине 1980-х годов были сняты музыкальные фильмы (см. раздел «Фильмография»). Всего ансамблем фирмой «Мелодия» было выпущено восемь долгоиграющих пластинок (две в форме двойного альбома) и несколько миньонов.
В разное время в ансамбле играли и пели:
- Солисты: Вахтанг Татишвили, Теймураз Циклаури, Давид Абуладзе, Луиза Кобаладзе, Лили Згваури, Манана Тодадзе, Сосо Павлиашвили
- Клавишные: Роман Рцхиладзе
- Гитара: Темур Квителашвили
- Ударные: Нугзар Квашали

## Дискография
- Восход солнца — Мелодия С62-04891-2 (миньон), 1974
  1. Восход солнца (К. Хенсли, кавер-версия Uriah Heep)
  2. Виноваты мы (А. Басилая — М. Поцхишвили)
  3. Закохани (С. Дзержановский)
  4. Спой что-нибудь (Г. Цабадзе — П. Грузинский)

- Песня о Грузии — Мелодия C60-05651-2 (LP), 1975
  1. Песня о Грузии (А. Басилая, З. Кирвалидзе — Н. Малазония, З. Кирвалидзе)
  2. Песня о Пиросмани (Н. Гигаури — Л. Асатиани)
  3. Походная (А. Басилая — Н. Гургенидзе)
  4. Закохани (С. Дзержановский)
  5. Азимат (абхазская народная песня)
  6. Виноваты мы (А. Басилая — М. Поцхишвили)
  7. Июльское утро (Д. Байрон, кавер-версия)
  8. Спой что-нибудь (Г. Цабадзе — П. Грузинский)
  9. Чагуна (народная песня)
  10. Восход солнца (К. Хенслей, кавер-версия Uriah Heep)
  11. Белые снежинки (А. Басилая — Д. Чарквиани)
  12. Воспоминания (А. Басилая — К. Квеидзе)
  13. Сказка о любви (А. Басилая — М. Поцхишвили)

- Как забыть — Мелодия С62-07315-6 (миньон), 1976
  1. Как забыть (А. Басилая — Л. Асатиани)
  2. Горская песня (грузинская народная песня, обработка А. Басилая — Важа-Пшавела)
  3. Дочь дьявола (Д. Байрон, кавер-версия Uriah Heep)
  4. Весна в седьмом классе (Б. Савельев — А. Кобенков)

- Неужели все так просто — Мелодия С60-08639-40 (LP), 1977
  1. Неужели все так просто (Г. Цабадзе — И. Шаферан)
  2. О чём ты думаешь (А. Басилая — Р. Рождественский)
  3. Гурийская шуточная (Дж. Кахидзе — слова народные)
  4. Зеркало (Ю. Антонов — М. Танич)
  5. Надо же (А. Басилая — М. Танич)
  6. Думы (Г. Канчели — П. Грузинский)
  7. Как забыть (А. Басилая — Л. Асатиани)
  8. Моя старушка (Музыка и слова С. Вандера)
  9. На току (А. Басилая — М. Поцхишвили)
  10. Горская баллада (В. Дурглишвили — слова народные)

- Надежда — Мелодия С62-08809-10 (миньон), 1977
  1. Надежда (А. Басилая — М. Поцхишвили)
  2. Лети (Музыка и слова Э. Винтера)
  3. Не обижайся на меня (В. Добрынин — М. Танич)
  4. Черноглазая (А. Басилая — слова народные)

- Красавицы Грузии — Мелодия C60-14453-54 (LP), 1980
  1. Рождались в Грузии (А. Басилая — Л. Асатиани)
  2. Дождь (Б. Шхиани — Н. Эргемлидзе)
  3. Любовная (Дж. Кахидзе — П. Грузинский)
  4. Лачеби и Опитари (Музыка народная — А. Геловани)
  5. Сердце мое, успокойся (А. Басилая — М. Поцхишвили)
  6. Красавицы Грузии (Г. Цабадзе — А. Шенгелия)
  7. Старый знакомый (А. Басилая — П. Грузинский)
  8. Молодёжная (А. Басилая — М. Поцхишвили)
  9. Расцвела сирень (Дж. Сепиашвили — А. Софронов)
  10. Солнце мне улыбается (Б. Шхиани — Н. Эргемлидзе)

- 13 лет — Мелодия С60-18619-20 (LP), 1982
  1. 13 лет (А. Басилая — М. Поцхишвили)
  2. Опоздал (Б. Шхиани — Дж. Габуния)
  3. Старик (А. Басилая — А. Геловани)
  4. Лебедь (Б. Шхиани — М. Поцхишвили)
  5. Кое-где (Б. Шхиани — Дж. Багашвили)
  6. Потом (А. Басилая — М. Поцхишвили)
  7. Песня жениха и невесты (А. Басилая — А. Геловани, Дж. Багашвили)
  8. Воспоминание (Дж. Сепиашвили — М. Поцхишвили)
  9. Тбилисоба (традиционный городской праздник) (А. Басилая — Дж. Багашвили)

- ВИА «Иверия» / ВИА «Древо желания» — Мелодия С60-20961-003 (LP), 1984.
ВИА «Иверия», худ.рук. Александр Басилая. Песни А.Басилая
  1. 13 лет (А. Басилая — М. Поцхишвили)
  2. Скажи мне все (М.Танич)
  3. Пой, сердце (М.Поцхишвили)
  4. Бабочка (А.Геловани)
  5. Сны снятся (О.Писаржевская,А.Монастырев)
  6. Потом (М.Танич)

На грузинском яз. (2,3). Солисты: Манана Тодадзе (1-4), Луиза Кобаладзе и Теймураз Циклаури (5)

- «Свадьба Соек» (Сказка — мюзикл) — Мелодия С60 22541 008 (2xLP), 1984
На грузинском языке
Музыка — А. Басилая
Либретто — Дж. Багашвили, А. Геловани

- «Свадьба Соек» (Сказка — мюзикл) — Мелодия С60 23365 003 (2xLP), 1984
На грузинском и русском языках
Музыка — А. Басилая
Либретто — Дж. Багашвили, А. Геловани
Русский текст — М. Танич

- «Аргонавты» (фрагменты мюзикла) — Мелодия С60 26129 007 (LP), 1988
(А. Басилая — русский текст Ю. Ряшенцева)
  1. Лейтмотив
  2. Колхская песня
  3. Дуэт роялей
  4. Посейдон
  5. Амазонки
  6. Песня Орфея
  7. Дуэт Язона и Медеи
  8. Хор «Медея»
  9. Дуэт Аэта и Медеи
  10. Ария Медеи
  11. Колхский марш
  12. Ария Аэта

## Фильмография
- 1972 — Песни Грузии. Вокально-инструментальный ансамбль "Иверия"
- 1978 — Любовь, Иверия и...
- 1978 — Младшая сестра[2]
- 1984 — Свадьба соек
- 1986 — Весёлая хроника опасного путешествия